# Uknadalens landskommun
Uknadalens landskommun uttal (fil)  var en tidigare kommun i norra delen av Kalmar län.

## Administrativ historik
Den bildades vid storkommunreformen 1952 genom sammanläggning av de tidigare kommunerna Gärdserum, Hannäs och Ukna. 
Kommunen ägde bestånd fram till utgången av år 1970 då Gärdserums och Hannäs församlingar överfördes till Åtvidabergs kommun i Östergötlands län och Ukna församling till Västerviks kommun.
Kommunkoden var 0801.

### Kyrklig tillhörighet
I kyrkligt hänseende tillhörde landskommunen till de tre församlingarna Gärdserum, Hannäs och Ukna.

## Befolkningsutveckling
| Befolkningsutvecklingen i Uknadalens landskommun 1951–1969                                       | Befolkningsutvecklingen i Uknadalens landskommun 1951–1969 | Befolkningsutvecklingen i Uknadalens landskommun 1951–1969 | Befolkningsutvecklingen i Uknadalens landskommun 1951–1969 | Befolkningsutvecklingen i Uknadalens landskommun 1951–1969 |
| ------------------------------------------------------------------------------------------------ | ---------------------------------------------------------- | ---------------------------------------------------------- | ---------------------------------------------------------- | ---------------------------------------------------------- |
|                                                                                                  |                                                            |                                                            |                                                            |                                                            |
| År                                                                                               |                                                            |                                                            | Folkmängd                                                  |                                                            |
| 1951                                                                                             | 1951                                                       |                                                            | 4 307                                                      |                                                            |
| 1955                                                                                             | 1955                                                       |                                                            | 4 099                                                      |                                                            |
| 1960                                                                                             | 1960                                                       |                                                            | 3 553                                                      |                                                            |
| 1965                                                                                             | 1965                                                       |                                                            | 3 051                                                      |                                                            |
| 1969                                                                                             | 1969                                                       |                                                            | 2 750                                                      |                                                            |
| Anm: Befolkning den 31 december enligt den administrativa indelningen den 1 januari följande år. |                                                            |                                                            |                                                            |                                                            |

## Geografi
Uknadalens landskommun omfattade den 1 januari 1952 en areal av 437,84 km², varav 388,90 km² land.

### Tätorter i kommunen 1960
I Uknadalens landskommun fanns tätorten Falerum, som hade 262 invånare den 1 november 1960. Tätortsgraden i kommunen var då 7,4 procent.

## Politik

### Mandatfördelning i valen 1950-1966
| 16 | 10 | 2 | 7 |

| 34 |

| 14 | 3 | 9 | 2 | 7 |

| 32 |

| 12 | 2 | 11 | 2 | 8 |

| 31 |

| 13 |  | 12 | 2 | 7 |

| 33 |

| 12 | 13 | 2 | 8 |

| 33 |